# Discaria nitida
Discaria nitida är en brakvedsväxtart som beskrevs av R.D. Tortosa. Discaria nitida ingår i släktet Discaria och familjen brakvedsväxter. Inga underarter finns listade i Catalogue of Life.